# Karama Has No Walls
Karama Has No Walls (arabisch ليس للكرامة جدران) ist ein jemenitischer Dokumentar-Kurzfilm von Sara Ishaq aus dem Jahr 2012. Der Film beleuchtet die Proteste in Jemen während des Arabischen Frühlings und erhielt bei der Oscarverleihung 2014 eine Nominierung als bester Dokumentar-Kurzfilm. Die internationale Anerkennung löste in der jemenitischen Bevölkerung große Begeisterung aus, vor allem in den sozialen Medien.

## Inhalt
Der Film beschäftigt sich mit dem Arabischen Frühling, insbesondere dem 18. März 2011, dem „Tag der Würde“ (Juma’at Al-Karama), an dem durch staatliche Scharfschützen 52 Zivilisten erschossen und hunderte verletzt wurden. Der Tag wird oft als Wendepunkt der Ereignisse im Rahmen der Proteste im Jemen 2011/2012 gesehen. Die Ereignisse führten zu einem Stimmungswechsel innerhalb der Gesellschaft und schließlich zum Sturz des zuvor 33 Jahre amtierenden Präsidenten, Ali Abdullah Salih.
Die beiden Kameramänner, der 16-jährige Nasr al-Namir und sein Freund Khaled Rajeh, gelten als die Beobachter der Revolution. Beide arbeiteten für einen oppositionellen Fernsehsender und wurden fast getötet. Das originale Bildmaterial, verwackelt und unbearbeitet, bildet die Grundlage für den Film. Zudem werden Interviews mit Familienmitgliedern gezeigt, deren Angehörige am 18. März getötet wurden.

## Kritik
The New Yorker bezeichnete den Film als „Klagelied für die Toten und eine Erkundung von Verlust und sich hinziehendem Trauma“. Alles in allem sei Karama Has No Walls ein „Lobgesang auf die Stärke von Widerstand ohne Gewalt“. Die Wochen-Zeitschrift Entertainment Weekly bescheinigte dem Film eine „kraftvolle Geschichte über brutale Regierungssysteme, Rebellion und Anliegen, für die es sich zu kämpfen lohnt“.

## Auszeichnungen
Der Film erhielt neben der Oscar-Nominierung eine lobende Erwähnung beim Glasgow Short Film Festival 2013 für die „kraftvolle und menschliche Erzählung“ („powerful and human storytelling“).